# Црно млеко (роман)
Црно млеко: о писању, материнству и унутрашњем харему (тур. Siyah Süt) је роман који је Елиф Шафак написала 2007. године у Истанбулу на турском језику. То је прва ауторкина књига са аутобиографским обележјем; његов језик је јасан у поређењу са другим романима. Поседује стил који комбинује стварност и фикцију. 

## О роману
Роман говори о женској списатељици која је новопечена мајка, о свом унутрашњем обрачуну са мајчинством и креативношћу и сопственом списатељском пустоловином. Књигу, која се фокусира на дилему немогућности писања врло плодне списатељице, написала је Елиф Шафак након рођења свог првог детета пошто је доживела дубоку личну кризу. Оптерећена кривицом, анксиозношћу и збуњена због нове, мајчинске улоге, Шафак први пут у животу престала је да пише.
Кроз 6 замишљених женских ликова (Sinik Entel Hanım, Anaç Sütlaç Hanım, Can Derviş Hanım, Hırs Nefs Hanım, Saten Şehvet Hanım, Pratik Akıl Hanım), роман је ауторка написала да стимулише различите аспекте, помешана осећања и мисли мајке, жене, писца.
Шафак ужива у својој самосталности и одбија да игнорише страхове везане за утицај брака и деце на онај најсредишњији део њеног бића – на списатељицу у њој. Суочава се са свим међусобно зараћеним аспектима своје личности (изузетно духовито искарикиран као унутрашњи „харем“ супротстављених гласова) и прекопава по животима других списатељица у потрази за спознајом. Ту су величанствени гласови о којима говори – ту су Вирџинија Вулф, Дорис Лесинг, Жорж Санд, Лујза Меј Алкот, Зелда Фицџералд, Силвија Плат... Списак је дугачак и нико се није случајно нашао на нему. Шафак има своје разлоге што размишља о свим животима које помиње, укључујући и сопствени, и шармантном али челичном снагом воље убеђује читаоца да потражи одговоре заједно с њом.